# Jakobsweg Tirol

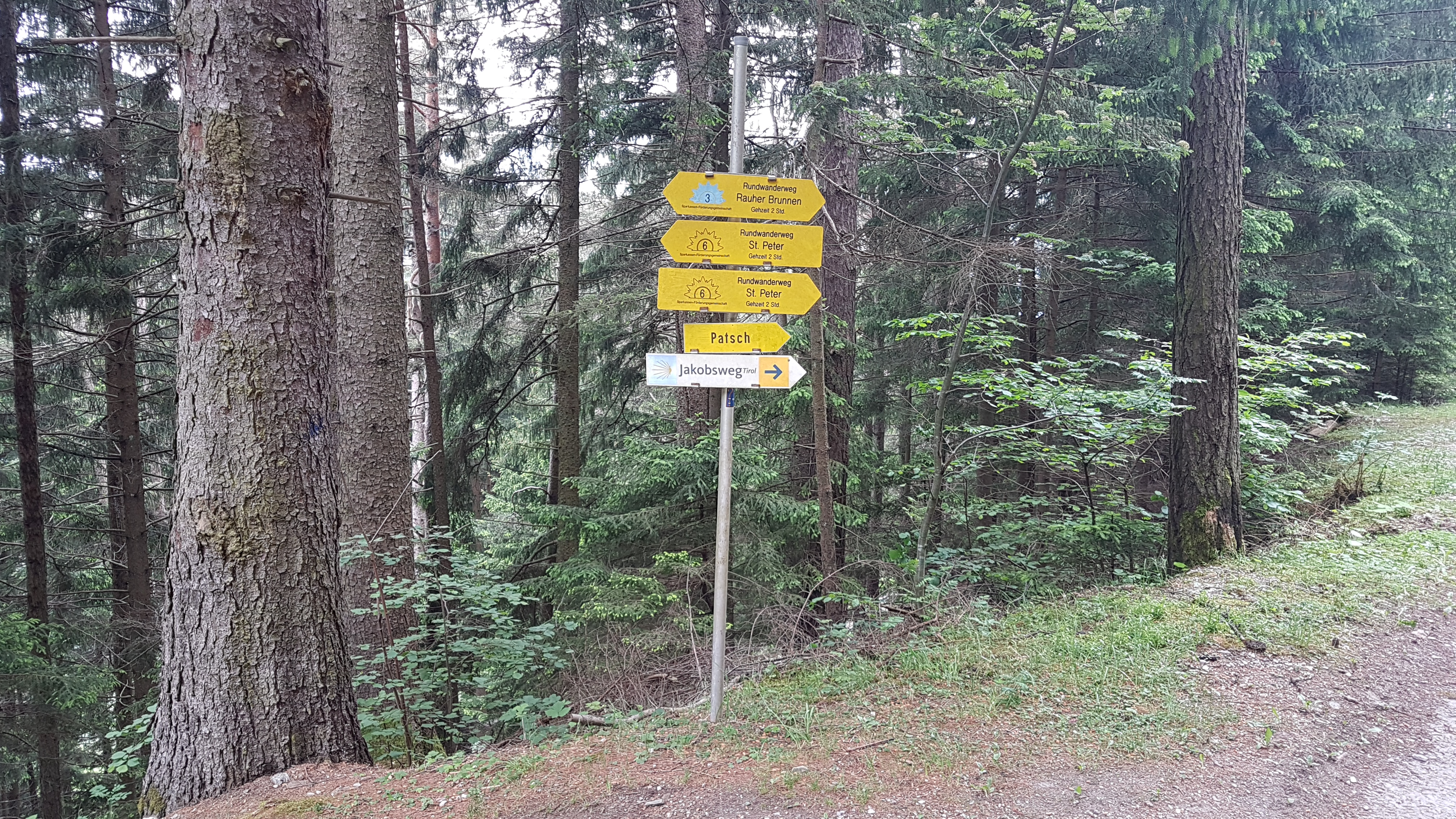
Hinweisschild für den Jakobsweg Tirol nach Innsbruck am Brennerpass, 2018

Der Jakobsweg in Tirol ist der in Tirol verlaufende Teil des Jakobswegenetzes in Österreich.

## Beschreibung
Der Hauptast des österreichischen Jakobsweges ist zugleich jener der Jakobswege in Tirol. 
Die Hauptroute erreicht das Bundesland Tirol in Waidring und verläuft zunächst bis Wörgl, wo der Jakobsweg Böhmen–Bayern–Tirol eingebunden wird.
Ab Innsbruck wird auch der von Graz über Slowenien, Kärnten, Osttirol herankommende Südösterreichische Jakobsweg in den Hauptast des österreichischen bzw. des Tiroler Jakobsweges integriert, der Tirol bei St. Anton am Arlberg auf dem Jakobsweg Landeck–Einsiedeln verlässt.
Der Südösterreichische Jakobsweg ist in Osttirol und in Nordtirol als Jakobsweg Tirol und dazwischen in Südtirol als Jakobsweg Südtirol beschildert.
Bei Telfs/Mötz mündet der als Fortsetzung des Münchner Jakobsweges ab Kloster Schäftlarn beschilderte Jakobsweg Isar–Loisach–Leutascher Ache–Inn in den Jakobsweg Tirol ein.

## Projektbeschreibung
Der Jakobsweg Tirol ist ein grenzüberschreitendes, von der EU, vom Bundesministerium für Wirtschaft und Arbeit und vom Lebensministerium öffentlich gefördertes Interreg-III-Projekt aller Leader+ und Regionalentwicklungsvereine in Tirol, an dem 90 Gemeinden beteiligt sind und das weiters vom Land Tirol, der Diözese Innsbruck und der Erzdiözese Salzburg unterstützt wurde. Projektpartner waren auch die Tourismusverbände in Tirol, Tirol Werbung und die Jakobsgemeinschaft Tirol.